# Fibulacamptus gracilior
Fibulacamptus gracilior is een eenoogkreeftjessoort uit de familie van de Canthocamptidae. De wetenschappelijke naam van de soort is voor het eerst geldig gepubliceerd in 1988 door Hamond.